# 夜郎縣 (貞觀)
夜郎縣唐代舞州所屬的一個经制縣。在今湖南省怀化市境。
以漢夜郎命名。现代对漢夜郎的研究中，有作者认为晋朝以后所设“夜郎郡”、“夜郎县”等均不在漢夜郎范围内:24。貞觀八年，以辰州之龍標縣置沅州，领夜郎、朗溪、思微三縣。武周長安四年以沅州之夜郎、渭溪二縣置舞州。開元十三年，以「舞」「武」聲相近，更名鶴州，二十年曰業州。天宝元年（742年），改名峨山县。